# 502
502 (DII) je bilo navadno leto, ki se je po julijanskem koledarju začelo na torek.

## Dogodki
- 1. januar

## Rojstva
Neznan datum
- Amalarik, kralj Vizogotov († 531)